# Яновце
Яновце (словац. Janovce) — село в Словаччині, Бардіївському окрузі Пряшівського краю.
Вперше згадується у 1261 році.
В селі є римо-католицький костел з 1764 р. в бароко— класицистичному стилі з дерев'яною дзвіницею з 1700 р.

## Географія
Розташоване в північно-східній частині Словаччини в південнозахідній частині Низького Бескиду на автошляху Пряшів — Бардіїв. Протікає річка Решовка.

## Населення
| Рік:            | 1994. | 2004.   | 2014.   | 2024.    |
| --------------- | ----- | ------- | ------- | -------- |
| Кількість осіб: | 403   | 419     | 433     | 479      |
| Різниця:        |       | +3,97 % | +3,34 % | +10,62 % |

| Рік:            | 2023. | 2024.   |
| --------------- | ----- | ------- |
| Кількість осіб: | 470   | 479     |
| Різниця:        |       | +1,91 % |

В селі проживає 431 осіб.
Національний склад населення (за даними останнього перепису населення — 2001 року):
- словаки — 99,02 %
- чехи — 0,49 %
- русини — 0,25 %

Склад населення за приналежністю до релігії станом на 2001 рік:
- римо-католики — 94,10 %,
- протестанти — 4,67 %,
- греко-католики — 0,98 %,
- православні — 0,25 %,

## Географія
Протікає річка Грабовець.